# Septembre 2006

## Actualités du mois
- Le coup d'État de septembre 2006 en Thaïlande a vu les militaires menés par le général Sonthi Boonyaratglin renverser le gouvernement de Thaksin Shinawatra.

### Vendredi1erseptembre 2006
- Mise en service prévue de la deuxième ligne de tramway (phase I) à Saint-Étienne.
- Territoires occupés palestiniens : Le chef des Brigades Al-Aqsa est tué à Naplouse. Dix-neuf Palestiniens sont tués au cours de cette opération, ce qui porte à 5 372 le nombre de morts depuis le début de l’Intifada dont 80 % de Palestiniens. (Le Monde).

### Samedi2 septembre 2006
- Lors de son Conseil national à huis clos la direction de l'UNEF a exclu une quarantaine de militants de la Tendance tous ensemble, aile gauche du syndicat étudiant.

### Mardi5 septembre 2006
- Mexique : le tribunal fédéral électoral déclare le conservateur Felipe Calderón vainqueur de l'élection présidentielle avec 35,89 % des voix contre 35,33 % à son adversaire de gauche Andrés Manuel Lopez Obrador, celui-ci conteste toujours la victoire de Calderón.

### Mercredi6 septembre 2006
- Japon : la princesse Kiko a donné naissance à un garçon, premier enfant de sexe masculin depuis plus de quarante ans dans la famille impériale.

### Jeudi7 septembre 2006
- Le Conseil de l'Europe réclame le contrôle parlementaire des services secrets. À la suite de l'aveu du président George W. Bush concernant l'existence des prisons secrètes de la CIA, le secrétaire générale du Conseil de l'Europe, Terry Davis, a proposé jeudi aux 46 États membres de définir les règles d'un contrôle parlementaire et judiciaire des services secrets (L'Express). Une telle proposition avait déjà été soulevée au moment de la révélation, en 1990, de l'existence des réseaux Gladio.
- Territoires occupés palestiniens : Raids meurtriers de l’aviation israélienne : cinq palestiniens tués.

### Vendredi8 septembre 2006
- Attentats néo-nazis déjoués en Belgique. Dix-sept personnes, dont onze soldats belges, préparaient des attentats pour « déstabiliser » le pays. Les suspects, membres du groupe extrémiste BBET (Bloed, Bodem, Eer en Trouw) risquent des poursuites pour appartenance à un groupe terroriste, possession illégale d'armes, racisme et négation de l'Holocauste . Selon l'AFP, « la mise au jour, à un mois des élections municipales, d'un complot fomenté au sein de l'armée belge par un groupe de néonazis flamands a stupéfié de nombreux Belges et provoqué l'ire de l'extrême droite flamande, qui crie à la manipulation préélectorale. » Pour Manuel Abramowicz, auteur de plusieurs ouvrages sur l'extrême droite en Belgique, les « ultras » de la droite radicale ont toujours eu pour objectif « d'infiltrer les rouages de l'État », dont l'armée dans les années 1970 et 1980, via les mouvements Westland New Post (WNP) et Front de la jeunesse (cité par l'AFP, 08/09/06, 12h01). Le ministre de la Défense a insisté sur le « rôle moteur » du service de renseignement militaire (SGRS) dans cette affaire, qui abritait naguère les réseaux Gladio, eux-mêmes soupçonnés d'implication dans les tueries du Brabant dans les années 1980 (« AFP »(Archive.org • Wikiwix • Archive.is • Google • Que faire ?), 08/09/06, 07h12).
- Le cas d'une femme électro-sensible aux antennes-relais jugé à Strasbourg (AFP, 08/09/06, 05h33).

### Samedi9 septembre 2006
- Décollage de la navette spatiale Atlantis du centre spatial Kennedy pour la mission STS-115 destinée à reprendre l'assemblage de l'ISS.

### Lundi11 septembre 2006
- Amarrage de la navette spatiale Atlantis à l'ISS dans le cadre de la mission STS-115.

### Mardi12 septembre 2006
- Syrie. Attentat manqué contre l'ambassade américaine à Damas. Les quatre terroristes armés de mitrailleuses et de grenades ont été tués après avoir endommagé l'ambassade, faisant une dizaine de blessés. Les forces syriennes sont parvenues à désamorcer la voiture piégée placée devant l'ambassade mais déplorent la perte d'un policier de l'anti-terrorisme. La secrétaire d'État américaine Condoleezza Rice a remercié les autorités syriennes pour leur efficacité et vigilance.

- Guerre libano-israélienne de 2006. Les deux bataillons de chars Leclerc envoyés par la France au Liban dans le cadre de la FINUL (Force intérimaire des Nations unies au Liban) débarquent ainsi que deux cents hommes du génie.

- Riz OGM. Du riz OGM est découvert en France et en Suède, tandis que des nouilles chinoises distribuées par Tang Frères présentent aussi des traces d'OGM (L'Express).

- Suicide du metteur en scène français Marc François.
- Discours polémique du pape Benoît XVI concernant l'islam et le christianisme (RFI).

### Mercredi13 septembre 2006
- La justice belge dément les affirmations de la chaîne VTM selon lequel le groupe néo-nazi BBET (Bloed, Bodem, Eer en Trouw) projetait un assassinat false flag : ils auraient prévu d'assassiner Filip Dewinter, le chef de file anversois du parti d'extrême droite flamand Vlaams Belang, puis de mettre ce meurtre sur le dos des islamistes. Ils auraient ensuite profité de la confusion pour assassiner Dyab Abou Jahjah, le dirigeant de la Ligue arabe européenne. Par ailleurs, Hans Van Themsche, qui avait assassiné de sang froid, en mai 2006, une jeune fille au pair malienne et l'enfant qu'elle gardait, aurait fréquenté le site internet du groupe néo-nazi. Dix-sept

### Jeudi14 septembre 2006
- Bolivie. Le gouvernement d'Evo Morales affronte une grève organisée par l'oligarchie de la région de Santa Cruz (qui contient la majeure partie des réserves de gaz naturel bolivien) en faveur de la sécession. Selon les déclarations de Walker, du ministère de la Défense, le comité Pro Santa Cruz, avec à sa tête Germn Antelo, bénéficierait du soutien financier des compagnies pétrolières étrangères Petrobras et Repsol YPF et ferait l’objet d’une enquête, rapporte Bolpress (L'Humanité).

### Vendredi15 septembre 2006
- Terrorisme néo-nazi. Selon la police belge, BBET (Bloed-Bodem-Eer-Trouw; Sang-Terre-Honneur-Fidélité), le groupe néo-nazi dirigé par Thomas Boutens comptait une centaine de membres. Il aurait voulu créer une "stratégie de la tension" en assassinant successivement Filip Dewinter, le dirigeant du parti d'extrême droite Vlaams Belang à Anvers, et Dyab Abou Jajhah, leader du groupe islamiste Ligue arabe européenne. Cette situation devait permettre, selon ces plans, d'instaurer une dictature de type fasciste (Le Monde).

- Protestations dans le monde musulman à la suite de certains propos du Pape Benoit XVI.

- Le président Lula a annoncé jeudi soir que le gouvernement bolivien dirigé par Evo Morales avait « gelé » le programme de nationalisation des deux raffineries appartenant à l'entreprise brésilienne Petrobras (RFI).

- Ford annonce la suppression d'un tiers de ses effectifs aux États-Unis. Alors que l'ancien dirigeant de Boeing, Alan Mulally, vient de prendre son poste de PDG chez Ford, la multinationale annonce le départ de deux de ses dirigeants, dont Anne Stevens, vice-présidente exécutive et directrice générale déléguée chargée de la division Amériques, l'une des principales architectes de « Way Forward », le plan de restructuration dévoilé en janvier. 14 000 emplois de cadres, 30 000 postes d'ouvriers seront supprimés. Seize usines devront fermer, le tout avant fin 2008. Le groupe vise à réduire les coûts de 5 milliards de dollars d'ici 2008. À Wall Street, le titre de Ford a ouvert en baisse de 6,82 % (Le Figaro).

- Autorité palestinienne (AP). L’UE prête à aider à nouveau l’AP si le futur gouvernement d’union nationale (composé par le Hamas et des membres du Fatah) respecte ses conditions (Reuters). L’UE espère aussi qu'Israël versera à l'AP les droits de douane d'un montant de 60 millions de dollars que l'État hébreu bloque depuis plusieurs mois. Depuis janvier les salaires des fonctionnaires de l’AP n’ont pas été versés en raison de la crise politique.

- Mouvement des non-alignés. Ouverture du sommet des Non-Alignés à La Havane. Fidel Castro se montre en photo avec Kofi Annan, le secrétaire général de l'ONU, mais ne participe pas à la cérémonie d'ouverture (Le Figaro).

- Remaniements à la Curie. Le pape Benoît XVI nomme Mgr Tarcisio Bertone au poste de secrétaire d'État, l'équivalent d'un chef de gouvernement. Bertone, qui a travaillé à la Congrégation pour la doctrine de la foi avec le pape lorsqu'il était cardinal, de 1995 à 2002, remplace Angelo Sodano, qui fut le bras droit de Jean-Paul II à partir de 1990. Contrairement à Angelo Sodano, qui avait été durant onze ans nonce apostolique au Chili (en) sous Pinochet), le cardinal Bertone, qui sera au Vatican le principal interlocuteur des grands de la planète, n'a aucune expérience diplomatique, indique Le Monde.

- Le Sénat américain s'oppose à Bush sur le dossier concernant le traitement des prisonniers étrangers soupçonnés d'actes terroristes (« (lien) ») (Voir prisons de la CIA et prisonniers extra-juridiques des États-Unis - (L'archipel des prisons secrètes de la CIA)).

- GDF. Le premier article du texte sur le projet de fusion GDF-Suez adopté à l'Assemblée (L'Express).

- Essais nucléaires en Algérie. André Mézière, un ancien militaire français souffrant d'une polymyosite, une maladie du système musculaire qui le paralyse peu à peu, est débouté par la cour d'appel d'Orléans, qui a infirmé le jugement du tribunal des pensions de Tours qui lui avait accordé une pension d'invalidité, en reconnaissant que sa maladie était imputable à son service militaire et à sa participation aux essais nucléaires menés en Algérie de 1960 à 1962 (Le Figaro).

- Logement. La Fondation Abbé Pierre demande le triplement de la construction d’HLM alors que s’ouvre mardi le congrès de l’Union sociale pour l'habitat qui regroupe les organismes HLM. (Libération) De son côté, l’Association nationale des élus communistes et républicains (ANECR) doit lancer un « tour de France » en « bus pour le droit au logement pour tous et partout, qui va sillonner la France, en partant de la Fête de l’Humanité à La Courneuve (qui commence vendredi 15 septembre), jusqu’au 20 octobre (L’Humanité).

- La vie de Desmond Tutu numérisée et mise en ligne. Des milliers de documents et d’enregistrements audios sur la vie du Prix Nobel vont être mis en ligne par le King’s College de Londres. (Reuters)

- Découverte de la plus ancienne écriture d'Amérique. Des archéologues américains et mexicains ont annoncé avoir découvert au Mexique des hiéroglyphes figurant parmi les plus anciens du Nouveau Monde. Inscrits sur une plaque de pierre, ils remontent à la civilisation olmèque, une des grandes civilisations précolombiennes. La civilisation olmèque a vécu sur une vaste partie de la Méso-Amérique d'environ 1200 à 500 avant Jésus-Christ, c'est-à-dire avant les Mayas et les Aztèques. (L'Express)

### Lundi18 septembre 2006
- La première femme touriste de l'espace (après trois hommes), Anousheh Ansari, commence son voyage de Baïkonour ; il doit durer 10 jours (communiqué)
- France, Économie : Les Profits du CAC 40 au plus haut.  (Le Figaro)
- Percée du parti d'extrême droite allemand NPD au Parlement régional de Mecklembourg.

### Mardi19 septembre 2006
- Thaïlande : l’armée a lancé un coup d’État contre le Premier ministre Thaksin Shinawatra, qui a déclaré l’état d'urgence depuis New York, où il assistait à l’assemblée générale des Nations unies. Des blindés ont entouré les bureaux du gouvernement à Bangkok et les militaires ont pris le contrôle des chaînes de télévision, avant d’annoncer l’instauration d’une autorité provisoire fidèle au roi de Thaïlande.

### Mercredi20 septembre 2006
- Japon : Shinzō Abe remporte largement l'élection pour le poste de secrétaire général du Parti libéral démocrate. Il devrait remplacer Jun'ichirō Koizumi au poste de premier ministre fin septembre.

### Jeudi21 septembre 2006
- La revue scientifique « Nature » annonce qu'une équipe de paléontologues a découvert en Éthiopie le squelette d'un enfant Australopithèque qui était âgé de trois ans, il y a ... plus de trois millions d'années ... Cet enfant qu'ils ont nommé « Selam » était une « fillette » proche de Lucy —  découverte en 1974 — de l'espèce Australopithecus afarensis). Il s'agit d'une découverte de premier plan : le premier squelette quasi complet d'un hominidé en bas âge datant de plus de trois millions d'années.
- Yémen : le président sortant  Ali Abdullah Saleh est reconduit dans ses fonctions pour un mandat de sept ans en remportant avec 82 % des voix l'élection présidentielle.

### Vendredi22 septembre 2006
- Lors de la visite du président russe Vladimir Poutine en France, à Compiègne, le président français Jacques Chirac lui a remis les insignes de grand-croix de la Légion d'honneur, la plus élevée des distinctions de la Légion d'honneur.

### Samedi23 septembre 2006
- Selon les services secrets français, Oussama ben Laden serait mort au Waziristan en août 2006.

### Mardi26 septembre 2006
- Le ministre chinois des Affaires étrangères Li Zhaoxing rencontre à Beijing John Bolton, sous-secrétaire d'État américain chargé du contrôle des armements et des affaires de la sécurité internationale, pour discuter de la sécurité, du désarmement et de la non-prolifération.
- Cyclone tropical aux Philippines : plusieurs centaines de morts.

### Jeudi28 septembre 2006
- Lionel Jospin annonce qu'il ne briguera pas l'investiture socialiste pour la candidature à l'élection présidentielle de 2007. Ce retrait devrait surtout conforter la « précandidature » de Ségolène Royal même si Jospin a déclaré qu'il ne voterait pas pour elle (lors de la primaire). Laurent Fabius, Dominique Strauss-Kahn et Ségolène Royal sont donc les trois candidats à l'investiture du Parti socialiste en vue de l'élection présidentielle française de 2007, après que François Hollande et Jack Lang ont aussi annoncé qu'ils ne se présenteraient pas.
- Robert Redeker, professeur de philosophie, est menacé de mort pour une tribune sur l'islam parue dans le Figaro le 19 septembre. Le texte

### Vendredi29 septembre 2006
- Dominique de Villepin inaugure le Mondial de l'automobile 2006, en compagnie de ses ministres Thierry Breton (Économie), Dominique Bussereau (Agriculture) et François Loos (Industrie). Cet évènement, autrefois nommé « Salon de l'automobile » se déroulera au Parc des expositions de la porte de Versailles, du 30 septembre au 15 octobre 2006

### Samedi30 septembre 2006
- En visite en Arménie, le président français Jacques Chirac a déclaré à Erevan que la Turquie devait reconnaître le génocide arménien avant de pouvoir adhérer à l'Union européenne.
- Au Canada, un viaduc  (le viaduc de la Concorde) s'est effondré à Laval, sur l'autoroute 19, peu après midi trente. Deux véhicules ont été ensevelis dans les décombres et l'on compte pour l'instant 6 blessés. On ignore pour le moment la cause de l'effondrement.